# Gil Cuppini
 (mai 2025).
La mise en forme du texte ne suit pas les recommandations de Wikipédia : il faut le « wikifier ».
Les points d'amélioration suivants sont les cas les plus fréquents. Le détail des points à revoir est peut-être précisé sur la page de discussion.
- Les titres sont pré-formatés par le logiciel. Ils ne sont ni en capitales, ni en gras.
- Le texte ne doit pas être écrit en capitales (les noms de famille non plus), ni en gras, ni en italique, ni en « petit »…
- Le gras n'est utilisé que pour surligner le titre de l'article dans l'introduction, une seule fois.
- L'italique est rarement utilisé : mots en langue étrangère, titres d'œuvres, noms de bateaux, etc.
- Les citations ne sont pas en italique mais en corps de texte normal. Elles sont entourées par des guillemets français : « et ».
- Les listes à puces sont à éviter, des paragraphes rédigés étant largement préférés. Les tableaux sont à réserver à la présentation de données structurées (résultats, etc.).
- Les appels de note de bas de page (petits chiffres en exposant, introduits par l'outil «  Source ») sont à placer entre la fin de phrase et le point final[comme ça].
- Les liens internes (vers d'autres articles de Wikipédia) sont à choisir avec parcimonie. Créez des liens vers des articles approfondissant le sujet. Les termes génériques sans rapport avec le sujet sont à éviter, ainsi que les répétitions de liens vers un même terme.
- Les liens externes sont à placer uniquement dans une section « Liens externes », à la fin de l'article. Ces liens sont à choisir avec parcimonie suivant les règles définies. Si un lien sert de source à l'article, son insertion dans le texte est à faire par les notes de bas de page.
- La présentation des références doit suivre les conventions bibliographiques. Il est recommandé d'utiliser les modèles {{Ouvrage}}, {{Chapitre}}, {{Article}}, {{Lien web}} et/ou {{Bibliographie}}. Le mode d'édition visuel peut mettre en forme automatiquement les références.
- Insérer une infobox (cadre d'informations à droite) n'est pas obligatoire pour parachever la mise en page.

Pour une aide détaillée, merci de consulter Aide:Wikification.
Si vous pensez que ces points ont été résolus, vous pouvez retirer ce bandeau et améliorer la mise en forme d'un autre article.
Gil Cuppini, de son vrai nom Gilberto Cuppini (Milan, 6 juin 1924 – La Spezia, 19 giugno 1996), est un batteur et chef d'orchestre italien.
C'est un des plus célèbres artistes de jazz italiens, particulièrement actif dans les années cinquante et soixante. Il a enregistré pour La Voce del Padrone, Meazzi Edizioni Discografiche et Fox.

## Biographie
Issu d'une famille d'artistes (son père était également musicien et chef d'orchestre), il abandonne ses études de médecine à la fin de la Seconde Guerre mondiale pour se tourner vers la musique, notamment le swing. Après ses débuts dans l'orchestre d'Arturo Prestipino, l'un des premiers violonistes de jazz italiens de l'après-guerre , il enregistre ses premiers disques en 1947 à la tête du Gil Cuppini Jazz Sextet. Parallèlement, il continue à collaborer en tant qu'instrumentiste dans des orchestres célèbres dirigés par des noms tels que Pippo Barzizza et Armando Trovajoli. Dès 1948, il s'oriente vers le be-bop, et choisit également de pratiquer un répertoire plus proche des goûts populaires.
Vainqueur en 1969 de la Coppa del Jazz organisée par la RAI avec son Quintet Gil Cuppini, composé de Sergio Fanni à la trompette, Eraldo Volontè au saxophone, Ettore Righello au piano et Giorgio Buratti à la contrebasse, il joue souvent au Capolinea de Milan.
Tout au long de sa carrière, il collabore avec les plus grands noms du jazz italien. Il convient de noter ceux avec Giorgio Gaslini, Giampiero Boneschi (avec qui il forme un trio avec Volontè dans les années 1950), Piero Umiliani, Glauco Masetti, Enrico Intra, Shirley Bunnie Foy, Bruno Aragosti, Sergio Coppotelli et Giancarlo Barigozzi. Il enregistre ensuite plusieurs albums avec le Concert Jazz Band, fondé en 1964, tandis que, vers la fin de sa carrière, il se produit souvent avec le groupe Jazz Stars of Italy organisé par Lino Patruno avec Romano Mussolini, Carlo Loffredo et Henghel Gualdi. Gil Cuppini a donné de nombreuses performances live sur la scène jazz milanaise, et au-delà, avec des musiciens tels que Oscar Valdambrini, Shirley Bunnie Foy, Giorgio Azzolini, Mario Rusca, Sergio Valenti, Paolo Tomelleri, Roberto Frizzo etc. A la fin des années 1950, il a également eu une expérience "rock" avec le groupe de Ghigo Agosti. Parmi ses albums les plus remarquables, on trouve What's New ? du Gil Cuppini Quintet, avec Duško Gojković, Barney Wilen, George Gruntz et Karl Theodor Geier et la suite pour big band jazz A New Day, album sorti en 1980 chez Red Records.
Il décède à l'âge de 72 ans des suites d'une opération chirurgicale et est enterré au cimetière de San Lazzaro, près de Sarzana.

## Discographie (partielle)

### 33 tours
- Mars 1960: Gil Cuppini Quintet (Hollywood, HLP 4000; sous le nom de Gil Cuppini Quintet)
- 1 septembre 1961: What's New? (Meazzi, MLP 04012; sous le nom de Gil Cuppini Quintet)
- Juillet 1968: Sof' Stroke? (Meazzi, MLPS 04012; sous le nom de Gil Cuppini Band featuring Duško Gojković)
- 1970: Un sogno di cristallo (Meazzi; sous le nom de Gil Cuppini Dance)
- 1980: New Day (Red Records: Jazz Suite for Big Band)
- 1997: Caprice (Musica Jazz, MJCD 1114, Raccolta)

### 78 tours
- 10 juin 1948: Night in Tunisia/Salt Peanuts (La Voce del Padrone, HN 2328; sous le nom de Sestetto be-bop Gil Cuppini)
- 10 juin 1948: Bop bop/Drums be-bop (La Voce del Padrone, HN 2355; sous le nom de Sestetto be-bop Gil Cuppini)
- 22 février 1949: Swing Club/Nelly Bop (La Voce del Padrone, HN 2464; sous le nom de Gil Cuppini e il suo complesso)
- 25 mars 1949: Esophagus/Egyptology (La Voce del Padrone, HN 2474; sous le nom de Gil Cuppini e il suo complesso)
- 11 octobre 1949: Perdido (parte 1)/Perdido (parte 2) (La Voce del Padrone, HN 2594; sous le nom de Gil Cuppini and His All Stars)
- 8 septembre 1954: Auld Lang Syne/Things to Come) (La Voce del Padrone, HN 3381; sous le nom de Gil Cuppini e il suo complesso)
- 8 septembre 1954: You Go To My Head/Little George (La Voce del Padrone, HN 3404; sous le nom de Gil Cuppini e il suo complesso)

### EP
- 1965: Over The Rainbow (Fox, EPF 119)

### 45 tours
- 1959: Il nord/L'uomo dal braccio d'oro (Hollywood, H 1010; come Gil Cuppini Quintet)

## Récompenses
- 1985 : Prix « Una vita per il jazz »